# 夏休み (爆裂聖飢魔IIの曲)
「夏休み」（なつやすみ）は、日本のヘヴィメタルバンド・聖飢魔IIが爆裂聖飢魔II名義で発布した小教典（シングル）。B.D.8年（1991年）7月25日に発布された。

## 解説
聖飢魔IIがB.D.8年（1991年）の夏に期間限定で結成したバンド「爆裂聖飢魔II」名義で発布した唯一の作品。聖飢魔IIとしては13枚目の小教典となる。
「爆裂聖飢魔II」名義での活動中は、各構成員の名前の頭に「爆裂」が付き、蛍光色を用いた派手な衣装を着用していた。

## 収録曲
1. 夏休み
  - 作詞：爆裂デーモン小暮、高野辰之、作曲：爆裂Sgt. ルーク篁III世、岡野貞一、編曲：爆裂聖飢魔II、爆裂マツザキ様

歌詞には文部省唱歌「故郷」と童謡「静かな湖畔の森の影から」の歌詞の一節が引用されており、「故郷」の作詞・作曲を務めた高野辰之、岡野貞一の名がそれぞれクレジットされている。
2. 伝説のチャンバー・ライダー
  - 作詞・作曲：爆裂デーモン小暮、編曲：爆裂聖飢魔II、爆裂マツザキ様
3. BLACK BASS
  - 作詞：爆裂デーモン小暮、作曲：爆裂Sgt. ルーク篁III世、編曲：爆裂聖飢魔II、爆裂マツザキ様